# Gare du Puy-en-Velay
Gare du Puy-en-Velay – stacja kolejowa w Le Puy-en-Velay, w departamencie Górna Loara, w regionie Owernia-Rodan-Alpy, we Francji. Położona jest 200 metrów od centrum miasta.
Została otwarta w 1866 roku przez Compagnie des chemins de fer de Paris à Lyon et à la Méditerranée (PLM). Jest stacją Société nationale des chemins de fer français (SNCF), obsługiwaną przez pociągi TER Auvergne i TER Rhône-Alpes.